# Patrick Kypson
Patrick Kypson (Durham, 28 de octubre de 1999) es un tenista profesional estadounidense.

## Carrera profesional
Su mejor ranking en individuales fue la posición N°183 el 15 de enero de 2024. En dobles fue el N°577, logrado el 27 de mayo de 2019.
Kypson hizo su debut en el cuadro principal de Grand Slam en el Abierto de Estados Unidos 2017 después de recibir un Wild Card por ganar el campeonato de menores de 18 años. En 2023, recibió una invitación para el Abierto de Francia después de ganar el Roland Garros Wildcard Challenge de la USTA.

## Títulos ATP Challenger (3; 3+0)

### Individuales (3)
| N.° | Fecha                   | Torneo                  | Superficie    | Oponente en la final | Resultado     |
| --- | ----------------------- | ----------------------- | ------------- | -------------------- | ------------- |
| 1.  | 1 de julio de 2023      | Challenger de Medellín  | Tierra batida | Benjamin Lock        | 6-3, 6-3      |
| 2.  | 19 de noviembre de 2023 | Challenger de Champaign | Dura (i)      | Alex Michelsen       | 6-4, 6-3      |
| 3.  | 4 de febrero de 2024    | Challenger de Cleveland | Dura (i)      | Ethan Quinn          | 4-6, 6-3, 6-2 |